# Linia kolejowa nr 275
Linia kolejowa nr 275 – normalnotorowa linia kolejowa o długości 192,658 km w południowo-zachodniej Polsce, przebiegająca przez obszar województwa dolnośląskiego i województwa lubuskiego, łącząca Wrocław z Gubinkiem na granicy polsko-niemieckiej.
Linia stanowi część dawnej magistrali kolejowej Wrocław – Berlin, wybudowanej w latach 1845–1846 przez Kolej Dolnośląsko-Marchijską. W przebiegu pokrywającym się z dzisiejszą linią kolejową nr 275 magistrala funkcjonowała od momentu otwarcia skrótowego odcinka z Miłkowic do Jasienia, co nastąpiło 15 maja 1875 r.
Standard techniczny i znaczenie są współcześnie zróżnicowane w zależności od odcinka linii. Odcinek Wrocław – Miłkowice pozostał dwutorowy, jest zelektryfikowany (od 1984 r.) i stanowi część paneuropejskiego korytarza transportowego E 30 biegnącego w kierunku Zgorzelca. Na odcinku Miłkowice – Żagań linia jest jednotorowa i posiada znaczenie lokalne. Odcinek Żagań – Gubinek jest częściowo nieprzejezdny.
Na odcinku Wrocław – Rokitki linia posiada znaczenie państwowe i stanowi jeden ciąg z odcinkiem linii kolejowej nr 303 prowadzącym z Rokitek do bocznic wojskowych w Duninowie.

## Przebieg
Linia kolejowa nr 275 jest linią łączącą Wrocław z Gubinkiem, miejscowością przy granicy polsko-niemieckiej. Linia biegnie trasą Środa Śląska – Malczyce – Legnica – Miłkowice – Rokitki – Wierzbowa Śląska – Żagań – Bieniów – Jasień – Lubsko.

## Historia
Linia ta realizowana była etapami w latach 1844–1846 oraz – odcinek skrótowy – w roku 1875 jako połączenie Wrocławia z Berlinem (vide: Kolej Dolnośląsko-Marchijska). Do roku 1939 linia Wrocław – Żagań – Guben i dalej do Berlina należała do światowej elity traktów kolejowych. Wynikało to z faktu wybitnie dobrze utrzymanego stanu urządzeń kolejowych oraz z jej przebiegu – biegnie niemal prosto, zwłaszcza na odcinku Legnica – Żagań. Pozwoliło to na uzyskanie prędkości maksymalnej wynoszącej 160 km/h. Linia ta była w całości dwutorowa.
W roku 1945, po wcieleniu Ziem Odzyskanych do Polski, na odcinku Miłkowice – Guben zlikwidowano jeden tor. Podczas stanu wojennego w 1981 roku wybudowano pod wsią Sękowice odnogę w stronę Nysy Łużyckiej i zakończono przed rzeką złożonym mostem. Nigdy nie pojechał po niej pociąg, zaś po roku 2000 częściowo rozebrano odcinek Lubsko – granica państwa.
W rozkładzie jazdy 2002/2003 zlikwidowano dwie spośród trzech kursujących do tej pory par pociągów Wrocław – Drezno. Decyzję uzasadniono życzeniem strony niemieckiej.
W latach 2000–2013, na odcinku będącym częścią korytarza europejskiego E30, linia została zmodernizowana. 11 sierpnia 2006, po dwuletnich pracach, otwarto liczący 21 km zmodernizowany odcinek Legnica – Miłkowice. Odnowa odcinka, w skład której weszła między innymi przebudowa przystanku Jezierzany, kosztowała 21,8 mln euro (około 87 mln zł). Odcinek ten spełnia obecnie parametry głównych międzynarodowych linii kolejowych (objętych umowami AGC) i głównych międzynarodowych linii kolejowych transportu kombinowanego (AGTC) – zapewnia prowadzenie ruchu z prędkością do 160 km/h dla pociągów pasażerskich i 120 km/h dla pociągów towarowych, a także dopuszczalny nacisk do 221 kN na oś.
Na odcinku Miłkowice – Żagań linia jest jednotorowa z mijankami w Rokitkach i w Lesznie Górnym – w 2014 r. zlikwidowana została mijanka w Modłej. Na dwutorowym odcinku pomiędzy Legnicą a Miłkowicami prędkość maksymalna wynosiła w 2020 r. 160 km/godz., a od Miłkowic przez Żagań do Bieniowa 80 km/godz. Rewitalizacja linii kolejowych nr 14 na odcinku Żagań – Żary – Forst oraz nr 275 na odcinku od granicy województw dolnośląskiego i lubuskiego do Żagania została częścią projektu rezerwowego Regionalnego Programu Operacyjnego Województwa Lubuskiego na lata 2014–2020 i w związku z brakiem środków na tę inwestycję w 2020 r. PKP PLK analizowały możliwość przeprowadzenia inwestycji w ramach kolejnej perspektywy budżetowej UE.
W 2020 r. odcinkiem Rokitki – Leszno Górne kursowało 14 pociągów na dobę, przy czym odcinek z Żagania do Legnicy od grudnia 2019 r. był obsługiwany przez PKP Intercity pociągiem TLK „Konopnicka” z Zielonej Góry do Warszawy przez Żary, Żagań i Wrocław. Na odcinku od Żagania do Bieniowa prowadzony był wyłącznie ruch pociągów towarowych, a między Bieniowem a Gubinkiem trasa nie była wykorzystywana.

## Ruch pociągów
Linia została zakwalifikowana przez Biuro Eksploatacji spółki PKP Polskie Linie Kolejowe jako „linia o priorytecie pasażerskim” na odcinku Wrocław – Miłkowice, natomiast na odcinku Miłkowice – Żagań jako „linia o priorytecie towarowym”.